# Francis Hughes
Francis Hughes (gaelico Proinsias Ó hÁodha; Bellaghy, 28 febbraio 1956 – Long Kesh, 12 maggio 1981) è stato un attivista e rivoluzionario irlandese, militante della Brigata South Derry della Provisional IRA morto a Long Kesh nel carcere di Maze durante il secondo sciopero della fame dei detenuti repubblicani.

## Storia
Hughes era nato in una famiglia di tradizione repubblicana che possedeva una piccola fattoria vicino Bellaghy, nella zona meridionale della contea di Derry. Era il più giovane di 10 fratelli, 4 maschi e 6 femmine.
Dopo essere stato picchiato a un posto di blocco da alcuni membri dell'Ulster Defence Regiment (UDR), decise di entrare nel movimento repubblicano. All'inizio si unì all'Official IRA ma, in disaccordo con il cessate-il-fuoco dell'organizzazione, creò, insieme ad alcuni amici, una cellula indipendente che, nel 1973, entrò nella Provisional IRA.
Francis, insieme a due suoi compagni, Ian Milne e Dominic McGlinchey, divenne in breve tempo una leggenda nei circoli repubblicani, nel South Derry prima e poi in tutta l'Irlanda del Nord. Ci sono decine di racconti su come Hughes, grazie al suo sangue freddo, sia riuscito a evitare la cattura in situazioni che sembravano senza speranza.
Per cercare di arrestare Hughes, considerato responsabile della morte di almeno una dozzina di membri delle forze di sicurezza, la Royal Ulster Constabulary (RUC) decise di affiggere in pubblico dei manifesti con la sua foto e con quelle di Milne e McGlinchey.

## Arresto
Hughes venne arrestato il 17 marzo 1978 vicino Maghera, nella contea di Derry, dopo uno scontro a fuoco con due membri del SAS. Uno dei due soldati, David Jones, rimase ucciso mentre l'altro venne ferito. Anche Hughes era stato ferito gravemente alla gamba e all'alba, dopo alcune ore di ricerche, venne individuato in mezzo ad alcuni cespugli. Operato due volte nell'ospedale militare di Musgrave Park, a Belfast, rimase con una gamba più corta dell'altra. Uscito dall'ospedale dopo alcuni mesi, venne condannato all'ergastolo e mandato a Long Kesh dove si unì subito alla protesta dei detenuti. Alla fine del 1980 fu uno dei 30 detenuti che si unirono al primo sciopero della fame negli ultimi giorni di digiuno. Quando cominciò il secondo sciopero Hughes venne scelto come secondo a digiunare, 15 giorni dopo Bobby Sands. Il 12 maggio 1981, dopo 59 giorni di digiuno, Francis Hughes morì nell'ospedale del carcere. È sepolto nel cimitero della chiesa di Saint Mary a Bellaghy accanto a suo cugino Thomas McElwee e a poca distanza dal suo vecchio amico Dominic McGlinchey.

## Curiosità
A Francis Hughes è dedicata la canzone The Boy From Tamlaghtduff del cantautore irlandese Christy Moore.